# Prince Regent (fiume)
Il Prince Regent è un fiume del Kimberley, regione dell'Australia Occidentale, lungo 106 km.

## Percorso
Le sorgenti del fiume sorgono nella catena montuosa delle Caroline vicino al monte Agnes, quindi scorrono in direzione nord-ovest. Il fiume entra e scorre attraverso l'omonimo parco nazionale e oltrepassa la cascata del Re e infine sfocia nel bacino di San Giorgio e nella baia di Hanover verso l'Oceano Indiano.
Il fiume percorre un corso rettilineo seguendo una linea di faglia per la maggior parte della sua lunghezza.
Il corso d'acqua ha sei affluenti, tra cui i torrenti Quail, Youwanjela, Womarama e Pitta.

## Storia
Il fiume fu nominato nel 1820 da Phillip Parker King in onore del principe di Hannover, re Giorgio IV, che di lì a poco sarebbe succeduto al trono di suo padre.
Il primo europeo a stabilirsi nella zona fu Joseph Bradshaw, che fondò la fattoria Marigui lungo il fiume con suo cugino Aeneas Gunn nel 1890. Nel 1891 trovò le pitture rupestri di Gwion Gwion. L'impresa non ebbe successo, ma Gunn in seguito documentò le sue memorie dell'epoca nel libro Pioneering in Northern Australia.
Il fiume fu visitato nel 1901 dal geometra Frederick Brockman durante una spedizione nella zona.
I proprietari tradizionali della zona sono i popoli Worrorra.
È noto che diciotto specie di pesci d'acqua dolce popolano le acque del fiume Prince Regent.

### Attacchi di coccodrilli
- Il 29 marzo 1987, una modella americana di 24 anni di nome Ginger Meadows fu uccisa da un coccodrillo mentre si trovava sotto la cascata del vicino Broome.
- Nel 2015, una donna è stata attaccata da un coccodrillo.